# 魔法使い養成専門 マジック★スター学院
『魔法使い養成専門 マジック🟌スター学院』（まほうつかいようせいせんもん マジック・スターがくいん）は、南澤久佳による日本の漫画作品（原案協力・ミヅキ、第7話まで「南澤ミヅキ」名義）。
エニックス（現スクウェア・エニックス）刊の『月刊少年ギャグ王』に第7回エニックス21世紀マンガ大賞入選作品を読切として掲載（単行本未収録）。その後1999年2月号より連載されたが、同誌の休刊に伴い同じ出版社の『月刊Gファンタジー』へ移動。さらに一迅社『コミックZERO-SUM増刊WARD』へ移動し、続編の『魔法使い養成専門 マジックスター学院🟌🟌🟌（トリプルスター）』が連載開始。その後『コミックZERO-SUM』へ移動となった。略称は「マジスタ」。

## ストーリー
ある日、地球に巨大な隕石が降って来た。人類はその隕石から出現した「マジックアニマル」と呼ばれる地球上の動物と変わらない外見を持つ凶暴な動物に襲われて危機に瀕するが、どこからともなく現れた魔法使いがマジックアニマルを撃退し人類は救われ、これを機に一大魔法ブームが到来する。
ある者は魔法を身に付け、ある者は大人しくなったマジックアニマルを飼い馴らし、ある者はダンジョンを開拓した。
そして月日は流れ、魔法の専門学校が開校。魔法使い養成専門学校・マジックスター学院のアニマルマスター科へ入学した大塚森たちは、アニマルマスターを目指して日々勉強に励むが…。

## 登場人物

### アニマルマスター科
大塚 森（おおつか もり）
アニマルマスター科1年A組。とことんボケ体質で、コンプレックスは胸と魔力がないこと。魔法とマジックアニマルが大好きで、入学試験でも期末試験でも学年トップの成績を修めるが、魔法を使うことができない。茶和野（さわの）女子大学附属中学出身で、演劇部に所属していた。そのため今でも演劇に対しては並々ならぬ情熱を燃やしている。森曰く「胸がないから違和感が無かった」ため男役が多く、男装の麗人から宇宙人まで幅広い役をこなす。今でも後輩たちに絶大な人気を誇り、森の在学時は「森さま親衛隊（略して「モリシン」）」というファンクラブもあった。父親・大塚晶は、教科書に載るほど有名な魔法使い。イモ虫型マジックアニマルのクリームを育成中。
クリーム
イモ虫型マジックアニマル。非常に食欲が旺盛で、キャベツが大好物。基本的に雑食性、というより、見境無く食べると言った方が近い。害のあるものを食べても、繭玉に閉じ込めて体外に排出できるが、副作用で高熱が出る。使える魔法は治癒魔法の結晶化と繭状の結界の2種類。結界は非常に強固だが通気性が悪いため、長時間中にいると窒息する。怒ったときや自分をアピールしたいときには、ぐっと頬をふくらませる。森と出会った当時は普通の芋虫サイズだったが、魔法調味料入りのロールキャベツを食べたところ、翌日にはウサギぐらいの大きさまで成長していた。プールの水を飲み干したときはプール並みに巨大化したり、攻撃魔法科の花柳先生の髪を食べたときは全身から毛が生えたりなど、食べたものによって体が変化することがある。
安藤 佳奈恵（あんどう かなえ）
アニマルマスター科1年A組。森とは受験会場で知り合って以来の親友。いつも笑顔の絶えない明るい少女だが、毒舌。初対面の森に対して「全然胸が無いんだねー」と発言するなど、思ったことはハッキリ口に出すタイプ（悪気はない）。入学後のダンジョン探検をきっかけに雷の魔法が使えるようになった。名前は安室奈美恵のもじりから。蛇型マジックアニマルのアミーゴを育成中。
アミーゴ
蛇型マジックアニマル。雷の魔法が使え、たまに無意識に放電している。見た目は怖いが、佳奈恵曰く「慣れればかわいい」。好物はネズミ。他のアニマルに比べてあまり意思表示はしないが、佳奈恵が帰るときに必ず見送りに来るなど、信頼関係は厚い。
納 剛（おさめ たけし）
アニマルマスター科1年A組。森の幼馴染み。どうしようもないツッコミ体質で、周囲のボケに対してツッコまずにはいられない。幼い頃から氷結魔法と治癒魔法を使うことができる。運動神経が悪いわけではないが、カナヅチ。セイウチ型マジックアニマルのせいぞうを育成中。
せいぞう
セイウチ型マジックアニマル。氷結魔法を使う。とてもおとなしい性格だが、少し甘えん坊。水に入ると手がつけられない。好物は魚だが、よくクリームに魚を横取りされている。
山本 茂男（やまもと しげお）
アニマルマスター科1年A組。いつも爽やかで、キラキラしている動物大好き青年。中学のときからの納の友人。夏の期末試験は森に次いで学年2位の成績だったが、森と違って魔力が強いので、実技でもトップクラスの成績を誇る。炎の魔法を使うことができるが、「あまり誇りに思っていない」と言って使いたがらない。自身のアニマルだけではなく、他人のアニマルのこともよく理解している（会話もできる）。魔法調味料の扱いにも長けている。牛型マジックアニマルのコータローを育成中。
コータロー
牛型マジックアニマル。炎の魔法を使う。従順で賢く、器用。突進の勢いが強すぎて、学校のフェンスや備品を破壊することがある。名前はコータローだが、れっきとした女の子（メス）である。
鈴木 里香（すずき りか）
アニマルマスター科1年A組。料理・裁縫が得意で、森によく「クリームちゃんグッズ」を手作りしてはプレゼントしている。普段はおとなしく目立たないタイプだが、山本のことが好きで、彼のことになると積極的になる。猫型マジックアニマルのミケを育成中。
ミケ
猫型マジックアニマル。名前はミケだが、真っ白。
船越 京介（ふなこし きょうすけ）
アニマルマスター科1年A組。一番倍率が低いという理由でアニマルマスター科を受験したが、次第にマジックアニマルに対して情が沸いてくる。森のことが好きで、納に対してライバル心を燃やしていた。林間学校での試験中に森に告白したが、結果は玉砕だった。ウサギ型マジックアニマルのシロを育成中。
シロ
ウサギ型マジックアニマル。名前はシロだが、真っ黒。昔、両親がダンジョン開拓の機械に巻き込まれて死んだため、金属のものが苦手。そのため、船越のメガネ（フレーム）が怖くて近づくことが出来なかった。現在はメガネのフレームをべっ甲に変えてもらうことで解決している。
三越 銀太（みつこし ぎんた）
アニマルマスター科1年A組。鳥型マジックアニマルを育成中。
葛西 スミレ（かさい スミレ）
アニマルマスター科1年A組。ゾウ型マジックアニマルを育成中。
林 魔美（はやし まみ）
アニマルマスター科1年A組担任。何故か髪を自由に操れる。教育熱心で、生徒からも慕われている。マジックアニマルは蜘蛛型のスーちゃん。
スーちゃん
蜘蛛型マジックアニマル。生まれてから15年間、ひとつも魔法が使えなかったが、数年前に「巨大化」という非常に難度の高い魔法を身につけた。普段は手のひらサイズだが、巨大化すると1階建ての建物ぐらいの大きさになる。
三好 秀典（みよし ひでのり）
アニマルマスター科1年B組担任。演劇用のドレスやマジックアニマル型のぬいぐるみを自作するなど、学院一器用な教師。空飛ぶホウキには、立って乗る主義。

### 移動魔法科
古堅 和樹（ふるげん かずき）
移動魔法科1年C組。魔法の絨毯（もしくはホウキ）で空を飛ぶことが出来る。やや見栄っ張りのきらいがあり、すぐに安請け合いをしてしまうタイプ。林先生に密かに憧れているが、クモが嫌い。

### 攻撃魔法科
浅岡 匠（あさおか たくみ）
攻撃魔法科2年。特待生。水の魔法と飛行魔法が使える。魔力優良児童のため、飛び級で入学している。教師からのえこひいきと、同級生からの嫉妬に辟易している。
永田 泉音（ながた みずね）
攻撃魔法科2年。特待生。炎の魔法と飛行魔法が使える。魔力優良児童のため、飛び級で入学している。教師からのえこひいきと、同級生からの嫉妬に辟易している。
難波 なつお（なんば なつお）
攻撃魔法科4年。第224期生徒会会長。
花柳 優（はなやなぎ ゆう）
攻撃魔法科1年組担任兼学科主任。アニマルマスター科の林先生とは旧友で、やはり何故か髪を自在に操れる。

### 召喚魔法科
加々美 博彰（かがみ ひろあき）
召喚魔法科3年。第224期生徒会副会長、兼演劇部部長。女性と見間違えるほどの美形だが、笑い上戸。笑いすぎて鼻水が出たり、艶かしいポーズをとったりしては舞子にたしなめられている。納のことを「タケ」と呼び、また納の兄・真澄のことも知っている様子。興奮したり気を抜くと、関西弁が出る。

### 呪符製作科
須ヶ原 舞子（すがわら まいこ）
呪符製作科3年。第224期生徒会会計。おっとりした性格。

### その他
佐藤 正（さとう ただし）
体育科教師。
ドーベルマン土佐

## 単行本
- 魔法使い養成専門 マジック★スター学院
  - スクウェア・エニックス版
    1. 1999年12月27日 初版 ISBN 4757501382
    2. 2000年8月27日 初版 ISBN 4757503024
    3. 2001年6月27日 初版 ISBN 4757504543
    4. 2002年7月27日 初版 ISBN 4757507127
    5. 2003年8月27日 初版 ISBN 4757509979

  - 一迅社刊の新装版。5巻にはスクウェア・エニックス版の5巻に未収録の第37 - 40話を収録。
    1. 2005年12月15日初版 ISBN 4758051895
    2. 2006年1月15日初版 ISBN 4758052026
    3. 2006年2月15日初版 ISBN 4758052093
    4. 2006年3月15日初版 ISBN 475805214X
    5. 2006年4月15日初版 ISBN 4758052190
- 魔法使い養成専門 マジックスター学院★★★（トリプルスター）
  1. 2005年11月15日初版 ISBN 9784758051880
  2. 2006年9月15日初版 ISBN 9784758052429
  3. 2007年3月24日初版 ISBN 9784758052757
  4. 2008年3月25日初版 ISBN 9784758053396
  5. 2009年3月25日初版 ISBN 9784758053983